# Golokganj
Golokganj (o Golakganj) è una suddivisione dell'India, classificata come census town, di 7.612 abitanti, situata nel distretto di Dhubri, nello stato federato dell'Assam. In base al numero di abitanti la città rientra nella classe V (da 5.000 a 9.999 persone).

## Geografia fisica
La città è situata a 26° 6' 0 N e 89° 49' 60 E e ha un'altitudine di 44 m s.l.m..

## Società

### Evoluzione demografica
Al censimento del 2001 la popolazione di Golokganj assommava a 7.612 persone, delle quali 4.122 maschi e 3.490 femmine. I bambini di età inferiore o uguale ai sei anni assommavano a 983, dei quali 492 maschi e 491 femmine. Infine, coloro che erano in grado di saper almeno leggere e scrivere erano 4.770, dei quali 2.842 maschi e 1.928 femmine.